# Shinedown/Diskografie
Diese Diskografie ist eine Übersicht über die musikalischen Werke der US-amerikanischen Rockband Shinedown. Den Schallplattenauszeichnungen zufolge hat sie bisher mehr als 20,1 Millionen Tonträger verkauft, davon alleine in ihrer Heimat über 18,5 Millionen. Ihre erfolgreichste Veröffentlichung ist die Single Second Chance mit über 3,4 Millionen verkauften Einheiten.

## Alben

### Studioalben
| Jahr | Titel Musiklabel                      | Höchstplatzierung, Gesamtwochen, AuszeichnungChartplatzierungen (Jahr, Titel, Musiklabel, Platzierungen, Wochen, Auszeichnungen, Anmerkungen) | Höchstplatzierung, Gesamtwochen, AuszeichnungChartplatzierungen (Jahr, Titel, Musiklabel, Platzierungen, Wochen, Auszeichnungen, Anmerkungen) | Höchstplatzierung, Gesamtwochen, AuszeichnungChartplatzierungen (Jahr, Titel, Musiklabel, Platzierungen, Wochen, Auszeichnungen, Anmerkungen) | Höchstplatzierung, Gesamtwochen, AuszeichnungChartplatzierungen (Jahr, Titel, Musiklabel, Platzierungen, Wochen, Auszeichnungen, Anmerkungen) | Höchstplatzierung, Gesamtwochen, AuszeichnungChartplatzierungen (Jahr, Titel, Musiklabel, Platzierungen, Wochen, Auszeichnungen, Anmerkungen) | Höchstplatzierung, Gesamtwochen, AuszeichnungChartplatzierungen (Jahr, Titel, Musiklabel, Platzierungen, Wochen, Auszeichnungen, Anmerkungen) | Anmerkungen                                                  |
| Jahr | Titel Musiklabel                      | DE | AT | CH | UK | US | Rock | Anmerkungen                                                  |
| ---- | ------------------------------------- | --- | --- | --- | --- | --- | --- | ------------------------------------------------------------ |
| 2003 | Leave a Whisper Atlantic Records      | — | — | — | — | US53 Platin · (60 Wo.)US | — | Erstveröffentlichung: 27. Mai 2003 Verkäufe: + 1.050.000     |
| 2005 | Us and Them Atlantic Records          | — | — | — | — | US23 Platin · (39 Wo.)US | — | Erstveröffentlichung: 4. Oktober 2005 Verkäufe: + 1.000.000  |
| 2008 | The Sound of Madness Atlantic Records | — | AT70 (1 Wo.)AT | — | UK— GoldUK | US8 ×2Doppelplatin · (140 Wo.)US | Rock3 (18 Wo.)Rock | Erstveröffentlichung: 24. Juni 2008 Verkäufe: + 2.260.000    |
| 2012 | Amaryllis Atlantic Records            | DE36 (1 Wo.)DE | AT43 (1 Wo.)AT | CH28 (4 Wo.)CH | UK18 Silber · (1 Wo.)UK | US4 Gold · (42 Wo.)US | Rock1 (36 Wo.)Rock | Erstveröffentlichung: 27. März 2012 Verkäufe: + 600.000      |
| 2015 | Threat to Survival Atlantic Records   | DE40 (1 Wo.)DE | AT38 (1 Wo.)AT | CH13 (2 Wo.)CH | UK13 Silber · (3 Wo.)UK | US6 Gold · (29 Wo.)US | Rock2 (51 Wo.)Rock | Erstveröffentlichung: 18. September 2015 Verkäufe: + 600.000 |
| 2018 | Attention Attention Atlantic Records  | DE21 (2 Wo.)DE | AT21 (1 Wo.)AT | CH10 (2 Wo.)CH | UK8 (2 Wo.)UK | US5 Gold · (7 Wo.)US | Rock1 (8 Wo.)Rock | Erstveröffentlichung: 4. Mai 2018 Verkäufe: + 540.000        |
| 2022 | Planet Zero Atlantic Records          | DE15 (1 Wo.)DE | AT21 (1 Wo.)AT | CH10 (2 Wo.)CH | UK4 (1 Wo.)UK | US5 (2 Wo.)US | Rock1 (2 Wo.)Rock | Erstveröffentlichung: 1. Juli 2022                           |

grau schraffiert: keine Chartdaten aus diesem Jahr verfügbar

### Livealben
| Jahr | Titel Musiklabel                               | Höchstplatzierung, Gesamtwochen, AuszeichnungChartplatzierungen (Jahr, Titel, Musiklabel, Platzierungen, Wochen, Auszeichnungen, Anmerkungen) | Höchstplatzierung, Gesamtwochen, AuszeichnungChartplatzierungen (Jahr, Titel, Musiklabel, Platzierungen, Wochen, Auszeichnungen, Anmerkungen) | Höchstplatzierung, Gesamtwochen, AuszeichnungChartplatzierungen (Jahr, Titel, Musiklabel, Platzierungen, Wochen, Auszeichnungen, Anmerkungen) | Höchstplatzierung, Gesamtwochen, AuszeichnungChartplatzierungen (Jahr, Titel, Musiklabel, Platzierungen, Wochen, Auszeichnungen, Anmerkungen) | Höchstplatzierung, Gesamtwochen, AuszeichnungChartplatzierungen (Jahr, Titel, Musiklabel, Platzierungen, Wochen, Auszeichnungen, Anmerkungen) | Höchstplatzierung, Gesamtwochen, AuszeichnungChartplatzierungen (Jahr, Titel, Musiklabel, Platzierungen, Wochen, Auszeichnungen, Anmerkungen) | Anmerkungen                       |
| Jahr | Titel Musiklabel                               | DE | AT | CH | UK | US | Rock | Anmerkungen                       |
| ---- | ---------------------------------------------- | --- | --- | --- | --- | --- | --- | --------------------------------- |
| 2011 | Somewhere in the Stratosphere Atlantic Records | — | — | — | — | US83 (1 Wo.)US | Rock21 (1 Wo.)Rock | Erstveröffentlichung: 3. Mai 2011 |

### Kompilationen
| Jahr | Titel Musiklabel                             | Anmerkungen                             |
| ---- | -------------------------------------------- | --------------------------------------- |
| 2013 | The Studio Album Collection Atlantic Records | Erstveröffentlichung: 11. November 2013 |

### EPs
| Jahr | Titel Musiklabel                | Höchstplatzierung, Gesamtwochen, AuszeichnungChartplatzierungen (Jahr, Titel, Musiklabel, Platzierungen, Wochen, Auszeichnungen, Anmerkungen) | Höchstplatzierung, Gesamtwochen, AuszeichnungChartplatzierungen (Jahr, Titel, Musiklabel, Platzierungen, Wochen, Auszeichnungen, Anmerkungen) | Höchstplatzierung, Gesamtwochen, AuszeichnungChartplatzierungen (Jahr, Titel, Musiklabel, Platzierungen, Wochen, Auszeichnungen, Anmerkungen) | Höchstplatzierung, Gesamtwochen, AuszeichnungChartplatzierungen (Jahr, Titel, Musiklabel, Platzierungen, Wochen, Auszeichnungen, Anmerkungen) | Höchstplatzierung, Gesamtwochen, AuszeichnungChartplatzierungen (Jahr, Titel, Musiklabel, Platzierungen, Wochen, Auszeichnungen, Anmerkungen) | Höchstplatzierung, Gesamtwochen, AuszeichnungChartplatzierungen (Jahr, Titel, Musiklabel, Platzierungen, Wochen, Auszeichnungen, Anmerkungen) | Anmerkungen                         |
| Jahr | Titel Musiklabel                | DE | AT | CH | UK | US | Rock | Anmerkungen                         |
| ---- | ------------------------------- | --- | --- | --- | --- | --- | --- | ----------------------------------- |
| 2010 | iTunes Session Atlantic Records | — | — | — | — | US118 (1 Wo.)US | Rock35 (1 Wo.)Rock | Erstveröffentlichung: 6. April 2010 |

Weitere EPs
| Jahr | Titel Musiklabel                            | Anmerkungen                         |
| ---- | ------------------------------------------- | ----------------------------------- |
| 2006 | Shinedown Atlantic Records                  | Erstveröffentlichung: 20. Juni 2006 |
| 2013 | The Warner Sound Live Room Atlantic Records | Erstveröffentlichung: 28. Mai 2013  |

## Singles
| Jahr | Titel Album                                                | Höchstplatzierung, Gesamtwochen, AuszeichnungChartplatzierungen (Jahr, Titel, Album, Platzierungen, Wochen, Auszeichnungen, Anmerkungen) | Höchstplatzierung, Gesamtwochen, AuszeichnungChartplatzierungen (Jahr, Titel, Album, Platzierungen, Wochen, Auszeichnungen, Anmerkungen) | Höchstplatzierung, Gesamtwochen, AuszeichnungChartplatzierungen (Jahr, Titel, Album, Platzierungen, Wochen, Auszeichnungen, Anmerkungen) | Höchstplatzierung, Gesamtwochen, AuszeichnungChartplatzierungen (Jahr, Titel, Album, Platzierungen, Wochen, Auszeichnungen, Anmerkungen) | Höchstplatzierung, Gesamtwochen, AuszeichnungChartplatzierungen (Jahr, Titel, Album, Platzierungen, Wochen, Auszeichnungen, Anmerkungen) | Höchstplatzierung, Gesamtwochen, AuszeichnungChartplatzierungen (Jahr, Titel, Album, Platzierungen, Wochen, Auszeichnungen, Anmerkungen) | Anmerkungen                                                                        |
| Jahr | Titel Album                                                | DE | AT | CH | UK | US | Rock | Anmerkungen                                                                        |
| ---- | ---------------------------------------------------------- | --- | --- | --- | --- | --- | --- | ---------------------------------------------------------------------------------- |
| 2003 | Fly from the Inside Leave a Whisper                        | — | — | — | — | — | — | Erstveröffentlichung: 25. März 2003                                                |
| 2003 | 45 Leave a Whisper                                         | — | — | — | — | US— PlatinUS | — | Erstveröffentlichung: 29. Juli 2003 Verkäufe: + 1.000.000                          |
| 2004 | Simple Man Leave a Whisper                                 | — | — | — | — | US— PlatinUS | — | Erstveröffentlichung: 15. Juni 2004 Original: Lynyrd Skynyrd Verkäufe: + 1.000.000 |
| 2004 | Burning Bright Leave a Whisper                             | — | — | — | — | — | — | Erstveröffentlichung: 13. Juli 2004                                                |
| 2005 | Save Me Us and Them                                        | — | — | — | — | US72 Gold · (11 Wo.)US | — | Erstveröffentlichung: 16. August 2005 Verkäufe: + 500.000                          |
| 2006 | I Dare You Us and Them                                     | — | — | — | — | US88 (2 Wo.)US | — | Erstveröffentlichung: 7. Februar 2006                                              |
| 2006 | Heroes Us and Them                                         | — | — | — | — | — | — | Erstveröffentlichung: August 2006                                                  |
| 2006 | Happy Xmas (War Is Over) –                                 | — | — | — | — | — | — | Erstveröffentlichung: 2006 Original: John Lennon & Yoko Ono                        |
| 2008 | Devour The Sound of Madness                                | — | — | — | UK— SilberUK | US— GoldUS | — | Erstveröffentlichung: 5. Mai 2008 Verkäufe: + 500.000                              |
| 2008 | Second Chance The Sound of Madness                         | DE53 (9 Wo.)DE | AT13 (6 Wo.)AT | — | UK74 (1 Wo.)UK | US7 ×3Dreifachplatin · (41 Wo.)US | Rock8 (11 Wo.)Rock | Erstveröffentlichung: 9. September 2008 Verkäufe: + 3.475.000                      |
| 2008 | Call Me The Sound of Madness                               | — | — | — | — | US— GoldUS | — | Erstveröffentlichung: 2008 Verkäufe: + 540.000                                     |
| 2009 | Sound of Madness The Sound of Madness                      | — | — | — | — | US85 Platin · (9 Wo.)US | Rock2 (22 Wo.)Rock | Erstveröffentlichung: 23. Februar 2009 Verkäufe: + 1.080.000                       |
| 2009 | If You Only Knew The Sound of Madness                      | — | — | — | — | US42 Platin · (20 Wo.)US | Rock4 (30 Wo.)Rock | Erstveröffentlichung: 31. August 2009 Verkäufe: + 1.040.000                        |
| 2009 | The Crow & the Butterfly The Sound of Madness              | — | — | — | — | US97 Gold · (1 Wo.)US | Rock1 (26 Wo.)Rock | Erstveröffentlichung: 31. August 2009 Verkäufe: + 540.000                          |
| 2010 | Diamond Eyes (Boom-Lay Boom-Lay Boom) The Sound of Madness | — | — | — | — | US— GoldUS | Rock7 (22 Wo.)Rock | Erstveröffentlichung: 15. Juni 2010 Verkäufe: + 580.000                            |
| 2012 | Bully Amaryllis                                            | — | — | — | — | US94 Gold · (2 Wo.)US | Rock3 (23 Wo.)Rock | Erstveröffentlichung: 3. Januar 2012 Verkäufe: + 500.000                           |
| 2012 | Unity Amaryllis                                            | — | — | — | — | — | Rock9 (20 Wo.)Rock | Erstveröffentlichung: 13. März 2012                                                |
| 2012 | Enemies Amaryllis                                          | — | — | — | — | — | Rock29 (13 Wo.)Rock | Erstveröffentlichung: 17. Juli 2012 Verkäufe: + 40.000                             |
| 2013 | I’ll Follow You Amaryllis                                  | — | — | — | — | — | Rock25 (20 Wo.)Rock | Erstveröffentlichung: 5. Februar 2013                                              |
| 2013 | Adrenaline Amaryllis                                       | — | — | — | — | — | — | Erstveröffentlichung: 13. August 2013                                              |
| 2015 | Cut the Cord Threat to Survival                            | — | — | — | — | US— PlatinUS | Rock10 (26 Wo.)Rock | Erstveröffentlichung: 29. Juni 2015 Verkäufe: + 1.080.000                          |
| 2015 | State of My Head Threat to Survival                        | — | — | — | — | US— GoldUS | Rock19 (20 Wo.)Rock | Erstveröffentlichung: 9. Oktober 2015 Verkäufe: + 540.000                          |
| 2016 | Asking for It Threat to Survival                           | — | — | — | — | — | Rock27 (18 Wo.)Rock | Erstveröffentlichung: 5. April 2016                                                |
| 2016 | How Did You Love Threat to Survival                        | — | — | — | — | — | Rock17 (20 Wo.)Rock | Erstveröffentlichung: 4. Oktober 2016 Verkäufe: + 40.000                           |
| 2018 | Devil Attention Attention                                  | — | — | — | — | US— GoldUS | Rock9 (23 Wo.)Rock | Erstveröffentlichung: 7. März 2018 Verkäufe: + 580.000                             |
| 2018 | The Human Radio Attention Attention                        | — | — | — | — | — | Rock36 (2 Wo.)Rock | Erstveröffentlichung: 7. April 2018                                                |
| 2018 | Get Up Attention Attention                                 | — | — | — | — | — | Rock12 (26 Wo.)Rock | Erstveröffentlichung: 8. August 2018                                               |
| 2019 | Monsters Attention Attention                               | — | — | — | — | US— PlatinUS | Rock10 (21 Wo.)Rock | Erstveröffentlichung: 1. März 2019 Verkäufe: + 1.040.000                           |
| 2019 | Attention Attention                                        | — | — | — | — | — | Rock30 (8 Wo.)Rock | Erstveröffentlichung: 24. September 2019                                           |
| 2020 | Atlas Falls –                                              | — | — | — | — | — | Rock6 (13 Wo.)Rock | Erstveröffentlichung: 23. Mai 2020                                                 |
| 2022 | Planet Zero                                                | — | — | — | — | — | Rock28 (15 Wo.)Rock | Erstveröffentlichung: 26. Januar 2022                                              |
| 2022 | Daylight Planet Zero                                       | — | — | — | — | — | Rock31 (13 Wo.)Rock | Erstveröffentlichung: 1. Juni 2022                                                 |
| 2023 | A Symptom of Being Human Planet Zero                       | — | — | — | — | — | Rock30 (16 Wo.)Rock | Erstveröffentlichung: 4. August 2023                                               |
| 2025 | Dance, Kid, Dance –                                        | — | — | — | — | — | Rock36 (1 Wo.)Rock | Erstveröffentlichung: 24. Januar 2025                                              |
| 2025 | Three Six Five –                                           | — | — | — | — | — | Rock36 (… Wo.)Rock | Erstveröffentlichung: 24. Januar 2025                                              |
| 2025 | Killing Fields –                                           | — | — | — | — | — | — | Erstveröffentlichung: 15. Juli 2025                                                |

grau schraffiert: keine Chartdaten aus diesem Jahr verfügbar

## Videoalben und Musikvideos

### Videoalben
| Jahr | Titel Musiklabel                               | Anmerkungen                                                      |
| ---- | ---------------------------------------------- | ---------------------------------------------------------------- |
| 2005 | Live from the Inside Atlantic Records          | Erstveröffentlichung: 23. August 2005                            |
| 2008 | The Sight of Madness Atlantic Records          | Erstveröffentlichung: 24. Juni 2008                              |
| 2011 | Somewhere in the Stratosphere Atlantic Records | Erstveröffentlichung: 3. Mai 2011 · Verkäufe: + 50.000, US: Gold |

### Musikvideos
| Jahr | Titel                                 | Regie                       |
| ---- | ------------------------------------- | --------------------------- |
| 2003 | 45                                    | Glen Bennett                |
| 2004 | Simple Man                            | Christopher Mills           |
| 2005 | Save Me                               | Marc Klasfeld               |
| 2006 | Lady So Divine                        | Shawn Geer                  |
| 2008 | Devour                                | Darren Doane                |
| 2008 | Second Chance                         | Ryan Smith                  |
| 2009 | Sound of Madness                      | Darren Doane                |
| 2009 | If You Only Knew                      | Ryan Smith                  |
| 2010 | What a Shame                          | Cat Stolen                  |
| 2010 | The Crow & the Butterfly              | Hannah Lux Davis            |
| 2010 | Diamond Eyes (Boom-Lay Boom-Lay Boom) | ?                           |
| 2012 | Bully                                 | Darren Doane                |
| 2012 | Unity                                 | Darren Doane                |
| 2012 | Enemies                               | Darren Doane                |
| 2013 | I’ll Follow You                       | Darren Doane & John Stevens |
| 2013 | Adrenaline                            | Rob Fenn                    |
| 2014 | Through the Ghost                     | Brent Smith                 |
| 2015 | Cut the Cord                          | Darren Doane                |
| 2015 | State of My Head                      | ?                           |
| 2016 | Asking for It                         | Stephen Smith               |
| 2016 | How Did You Love                      | N.D. Wilson                 |
| 2018 | Devil                                 | Bill Yukich                 |
| 2018 | The Human Radio                       | Bill Yukich                 |
| 2018 | Get Up                                | Bill Yukich                 |
| 2019 | Monsters                              | Bill Yukich                 |
| 2019 | Attention Attention                   | Bill Yukich                 |
| 2022 | Planet Zero                           | Charles de Meyer            |
| 2023 | A Symptom of Being Human              | Lewis Cater                 |

## Sonderveröffentlichungen
Soundtrackbeiträge
- 2022: No Sleep Tonight (auf NHL23)

## Statistik

### Chartauswertung
|                     | DE    | AT    | CH    | UK    | US    | Rock      |
| ------------------- | ----- | ----- | ----- | ----- | ----- | --------- |
| Nummer-eins-Alben   | DE—DE | AT—AT | CH—CH | UK—UK | US—US | Rock3Rock |
| Top-10-Alben        | DE—DE | AT—AT | CH2CH | UK2UK | US5US | Rock5Rock |
| Alben in den Charts | DE4DE | AT5AT | CH4CH | UK4UK | US9US | Rock7Rock |

|                       | DE    | AT    | CH    | UK    | US    | Rock       |
| --------------------- | ----- | ----- | ----- | ----- | ----- | ---------- |
| Nummer-eins-Singles   | DE—DE | AT—AT | CH—CH | UK—UK | US—US | Rock1Rock  |
| Top-10-Singles        | DE—DE | AT—AT | CH—CH | UK—UK | US1US | Rock11Rock |
| Singles in den Charts | DE1DE | AT1AT | CH—CH | UK1UK | US7US | Rock24Rock |

### Auszeichnungen für Musikverkäufe
| Goldene Schallplatte - Australien - 2009: für die Single Second Chance - Kanada - 2023: für das Album Amaryllis - 2023: für das Album Attention Attention - 2023: für das Album Leave a Whisper - 2023: für das Album Threat to Survival - 2023: für die Single Call Me - 2023: für die Single Enemies - 2023: für die Single How Did You Love - 2023: für die Single If You Only Knew - 2023: für die Single Monsters - 2023: für die Single State of My Head - 2023: für die Single The Crow & the Butterfly | Platin-Schallplatte - Kanada - 2023: für die Single Cut the Cord - 2023: für die Single Devil - 2023: für die Single Sound of Madness - 2023: für die Single Diamond Eyes (Boom-Lay Boom-Lay Boom) 2× Platin-Schallplatte - Kanada - 2023: für das Album The Sound of Madness 3× Platin-Schallplatte - Kanada - 2023: für die Single Second Chance |

Anmerkung: Auszeichnungen in Ländern aus den Charttabellen bzw. Chartboxen sind in ebendiesen zu finden.
| Land/RegionAuszeichnungen für Musikverkäufe (Land/Region, Auszeichnungen, Verkäufe, Quellen) | Silber     | Gold       | Platin       | Verkäufe   | Quellen         |
| -------------------------------------------------------------------------------------------- | ---------- | ---------- | ------------ | ---------- | --------------- |
| Australien (ARIA)                                                                            | —          | Gold1      | —            | 35.000     | aria.com.au     |
| Kanada (MC)                                                                                  | —          | 11× Gold11 | 9× Platin9   | 1.170.000  | musiccanada.com |
| Vereinigte Staaten (RIAA)                                                                    | —          | 12× Gold12 | 13× Platin13 | 18.550.000 | riaa.com        |
| Vereinigtes Königreich (BPI)                                                                 | 3× Silber3 | Gold1      | —            | 420.000    | bpi.co.uk       |
| Insgesamt                                                                                    | 3× Silber3 | 25× Gold25 | 22× Platin22 |            |                 |